# Acta de la corona de Irlanda (1542)
El Acta de la corona de Irlanda de 1542 es un Acta del Parlamento de Irlanda (33 Hen 8 c. 1), que establece que el Rey Enrique VIII de Inglaterra y sus sucesores serán también Reyes de Irlanda. A partir de 1171 el monarca de Inglaterra ha ostentado también el título de Lord de Irlanda. El título oficial del Acta es: Acta que establece que el Rey de Inglaterra, sus descendientes y sucesores, serán Reyes de Irlanda.
Una de las consecuencias del Acta fue que, en 1555, el papa Pablo IV emitió una bula papal declarando a Felipe II de España y a la reina María I de Inglaterra como Rey y Reina de Irlanda. Tras la muerte de María en 1558, Felipe II no hizo reclamación alguna sobre la corona, pero fue establecido el principio de que la Corona de Irlanda estaba personalmente vinculada a la monarquía inglesa.
Esta Acta ha sido derogada en la República de Irlanda por el Acta de Revisión del Estatuto Legal de 1962, pero aún está en vigor en Irlanda del Norte
Por esta Acta, en Irlanda del Norte se considera traición causar daño al Soberano o a sus posesiones, y fue considerada ofensa capital hasta 1998.